# Leuburi
Leuburi is een bestuurslaag in het regentschap Lembata van de provincie Oost-Nusa Tenggara, Indonesië. Leuburi telt 1116 inwoners (volkstelling 2010).